# ウッタラディット駅
ウッタラディット駅（ウッタラディットえき、タイ語:สถานีรถไฟอุตรดิตถ์）は、タイ王国北部ウッタラディット県ムアンウッタラディット郡にある、タイ国有鉄道北本線の駅である。

## 概要
ウッタラディット駅はタイ王国北部ウッタラディット県の県庁所在地であり人口16万人が暮らすムアンウッタラディット郡にある、タイ国有鉄道北本線の駅である。クルンテープ駅から485.17km地点にあり、特急列車で6時間30分程度である。町の中心部にあり、ナーン川の西側に位置する。駅の正面側（東側）が、市街地である。駅構内には退役した客車を利用した図書館がある。
一等駅で1日当たり20列車（10往復）が発着しその内訳は、特急3往復、急行1往復、快速4往復、普通2往復である。
また当駅を含むロッブリー駅より終点チェンマイ駅までは、単線区間である。

## 歴史
1897年3月26日にタイ官営鉄道最初の区間が、クルンテープ駅 - アユタヤ駅間に開業した。1900年12月21日に当初計画のナコンラチャシーマ駅まで完成した。この頃北本線をチエンマイまで整備する事なり、少しずつ延伸開業の後1909年8月15日にパントンプン駅まで完成し、これに伴い当駅も開業した。当駅開業の約13年後の1922年1月1日に、チエンマイ駅までの全通完成を見た。
開業時の駅舎はドイツ人建築家が設計したユーゲント・シュティール様式の建物である。第二次世界大戦中に損傷を受け時計塔などが失われた。現在は市の福祉課が入居している。駅の機能は1987年に北側に建てられた駅ビルに移っている。
- 1897年3月26日 【開業】クルンテープ駅 - アユタヤ駅 (71.08km)
- 1897年5月1日  【開業】アユタヤ駅 - バーンパーチー駅 (18.87km)
- 1901年4月1日  【開業】バーンパーチー駅 - ロッブリー駅 (42.86km)
- 1905年10月31日【開業】ロッブリー駅 - パークナムポー駅 (117.75km)
- 1907年1月24日 【開業】パークナムポー駅 - ピッサヌローク駅 (138.66km)
- 1908年11月11日【開業】ピッサヌローク駅 - バーンダーラー分岐駅 (69.03km)
- 1909年8月15日 【開業】バーンダーラー分岐駅 - パントンプン駅 (51.05km)

## 駅構造

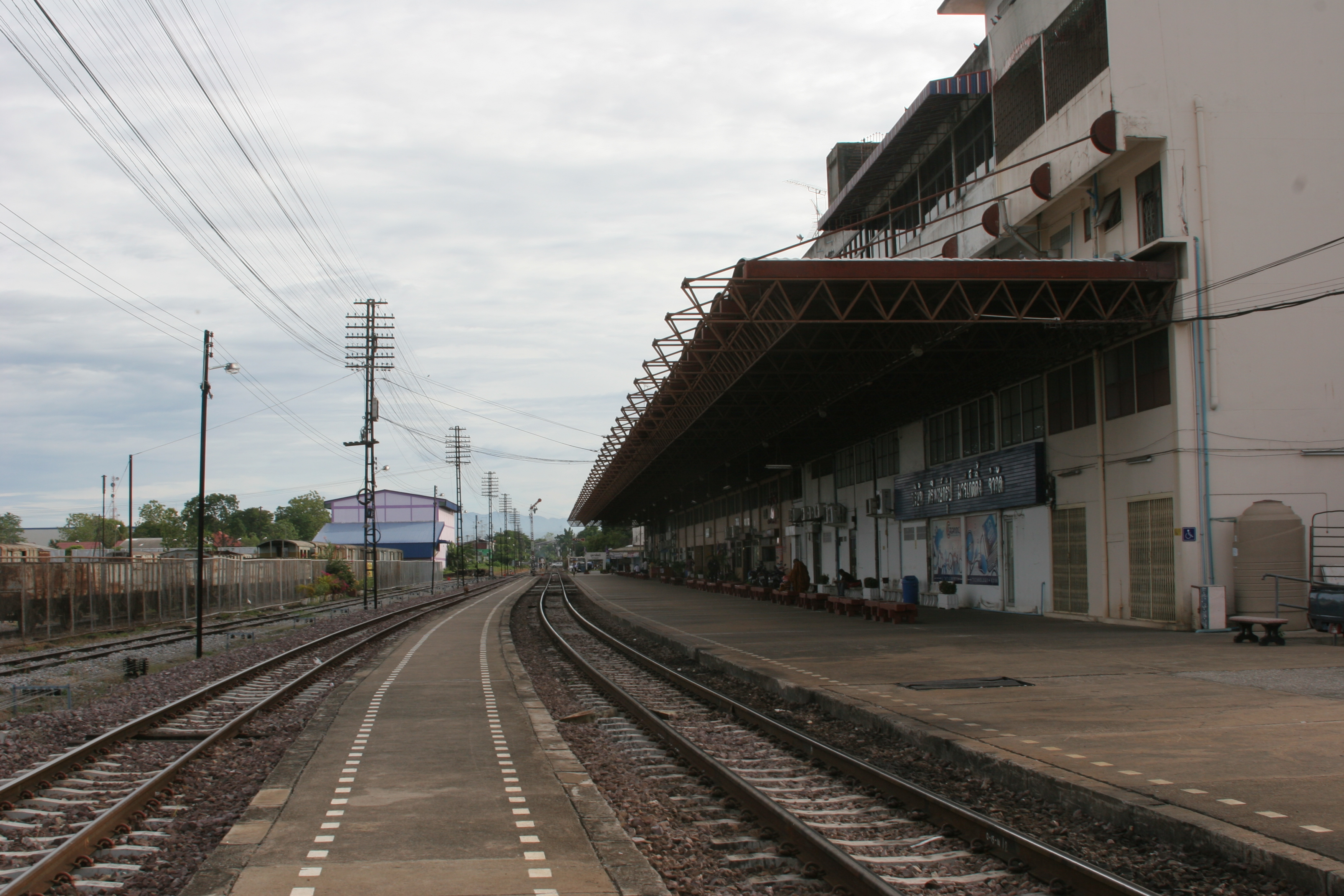
ウッタラディット駅構内

単式及び島式1面の複合型ホーム2面2線をもつ地上駅であり、駅舎はホームに面している。

## 駅周辺
- ウッタラディットバスターミナル (2km)

### ウッタラディット工場
当駅に隣接して西側に、タイ国有鉄道のウッタラディット工場がある。ディーゼル機関車、気動車、客車、貨車の修理、整備をおこなっており、工場内は常に各種車輛で賑わっている。